# Жуков, Максим Евгеньевич
Максим Евгеньевич Жуков (род. 22 июля 1999, Калининград) — российский хоккеист, вратарь.

## Биография
Начинал заниматься хоккеем в Калининграде, первый тренер Сергей Варнавский. В сезоне 2012/13 — в «Северстали», с 2013 года — в ярославском «Локомотиве». В сезоне 2015/16 провёл шесть матчей за «Локо-Юниор» в МХЛ-Б. На драфте НХЛ 2017 года был выбран в 4-м раунде под общим 96-м номером клубом «Вегас Голден Найтс». Играл в низших североамериканских лигах за «Грин-Бей Гэмблерс» (USHL, 2016/17 — 2018/19), «Барри Колтс» (OHL, 2018/19), «Ньюфаундленд Гроулерс» (ECHL, 2019/20). Перед сезоном 2020/21 перешёл в клуб первой чешской лиги «Дукла» Йиглава. В следующем сезона провёл в аренде два матча за клуб высшей лиги «Спарта» Прага. С сезона 2022/23 — в клубе «Всетин».
Участник юниорского чемпионата мира 2016 года. Бронзовый призёр и лучший вратарь юниорского чемпионата мира 2017 года.